# جيمي كار (لاعب كرة قدم أمريكية)
جيمي كار (بالإنجليزية: Jimmy Carr) هو لاعب كرة قدم أمريكية أمريكي، ولد في 25 مارس 1933 في مقاطعة كاناوا في الولايات المتحدة، وتوفي في 12 أغسطس 2012 في فيشرز في الولايات المتحدة.

## وصلات خارجية
- جيمي كار على موقع مرجع كرة القدم المحترفة.كوم (الإنجليزية)